# 진안중학교 (전북)
진안중학교(鎭安中學校)는 대한민국 전북특별자치도 진안군 진안읍 군상리에 있는 공립 중학교이다.

## 학교 연혁
- 1946년 1월 15일 : 진안중학원 개설
- 1949년 8월 18일 : 진안중학교 설립 인가
- 1949년 9월 9일 : 진안중학교 개교
- 1981년 3월 1일 : 진안중학교, 진안종고 분리 인가
- 1998년 2월 26일 : 다목적 강당 겸 체육관 준공
- 2003년 4월 24일 : 본관 신증축
- 2024년 2월 6일 : 제74회 졸업식 39명(총 11,094명)
- 2024년 3월 1일 : 제31대 조수철 교장 부임
- 2024년 3월 4일 : 입학(42명 입학)

## 참고 자료
- 진안중학교 - 한국교육학술정보원 학교알리미